# تيرو ليهتوفارا
تيرو هيكي ماينيو ليهتوفارا (بالإنجليزية: Tero Heikki Mainio Lehtovaara) ‏(19 أبريل 1937 – 29 مايو 2017) كان دبلوماسياً فنلندياً، ومحامياً حاصلاً على درجة في القانون.
شغل ليهتوفارا منصب سفير فنلندا في هافانا من عام 1983 حتى عام 1987، كما كان نائب مدير إدارة الصحافة والثقافة في وزارة الشؤون الخارجية (فنلندا) بين عامي 1988 و1989، وسفيراً لدى الكويت من عام 1989 حتى عام 1992، وسفيراً لدى أبوظبي من عام 1989 حتى عام 1991. ومنذ عام 1992 عمل مستشاراً للشؤون الخارجية حتى تقاعده.
وُلد ليهتوفارا في توركو، وحصل على شهادة المرحلة الثانوية من المدرسة الثانوية العادية في هلسنكي عام 1955، ثم تخرج حاصلاً على درجة بكالوريوس في القانون عام 1960. تزوج منذ عام 1960 من مارجاتا (بالإنجليزية: Sallinen). كان والده الدكتور يوسو ماينيو ليهتوفارا ووالدته الصيدلانية هيلغا سوفايغ (بالإنجليزية: Allén). تُوفي في بورفو عن عمر ناهز 80 عاماً.